# Високи судски и тужилачки савјет Босне и Херцеговине
Високи судски и тужилачки савјет Босне и Херцеговине је независни и самостални орган чија је основна надлежност именовање судија и тужилаца у Босни и Херцеговини.

## Надлежности
Високи судски и тужилачки савјет:
- именује судије, укључујући предсједнике судова, судије поротнике и додатне судије у све судове на државном, ентитетском, кантоналном, окружном, основном и општинском нивоу у Босни и Херцеговини, укључујући Брчко Дистрикт, са изузетком уставних судова ентитета;
- именује главне тужиоце, замјенике главних тужиоца и тужиоце у сва тужилаштва на државном, ентитетском, кантоналном и окружном нивоу у Босни и Херцеговини, укључујући и Брчко Дистрикт;
- даје предлоге надлежним органима у вези са њиховим предлагањем и избором судија Уставног суда Републике Српске и именовањем судија у Уставни суд Федерације Босне и Херцеговине;
- прима притужбе против судија и тужилаца, води дисциплинске поступке, утврђује дисциплинску одговорност и изриче дисциплинске мјере судијама, судијама поротницима, додатним судијама и тужиоцима;
- одлучује о жалбама у дисциплинским поступцима;
- одлучује о привременом удаљењу од вршења дужности судија, судија поротника, додатних судија и тужилаца;
- надгледа стручно усавршавање судија и тужилаца и савјетује ентитетске центре за едукацију судија и тужилаца и Правосудну комисију Брчко Дистрикта у вези са усвајањем програма стручног усавршавања судија и тужилаца;
- одређује минимални обим стручног усавршавања које сваки судија и тужилац мора остварити у току године;
- одређује почетну обуку за лица која су изабрана за судије и тужиоце и надгледа остваривање такве обуке;
- одобрава годишњи извјештај управних одбора ентитетских центара за едукацију судија и тужилаца и Правосудне комисије Брчко Дистрикта у дијелу који се односи на почетну обуку и стручно усавршавање судија и тужилаца;
- одлучује о питањима неспојивости других функција које судије и тужиоци обављају са дужностима судија и тужилаца;
- одлучује и привременом упућивању судија и тужилаца у други суд или тужилаштво;
- одлучује о одсуствима судија и тужилаца;
- учествује, према властитој оцјени, у процесу израде годишњих буџета за судове и тужилаштва;
- даје предлоге, према властитој оцјени, у вези са годишњим буџетом предложеним од стране државних органа и/или влада за судове и тужилаштва;
- даје и износи, према властитој оцјени, предлоге за измјену буџета предложених од стране државних органа и/или влада и/или Правосудне комисије Брчко Дистрикта надлежним законодавним органима;
- прикупља и анализира извјештаје и информације, као и потребне информације о буџету и приходима за судове и тужилаштва како би се обезбиједили статистички подаци за ефикасан рад судова и тужилаштава;
- залаже се за адекватно и континуирано финансирање судова и тужилаштава;
- учествује у изради нацрта и одобрава правилнике о пословању за судове и тужилаштва;
- надгледа и савјетује судове и тужилаштва у одговарајућим ефикасним техникама и поступцима у вези са буџетом, управљањем и руковођењем и иницира едукацију у том погледу;
- покреће, надгледа и координира пројекте који се односе на побољшање питања везаних за управљање судовима и тужилаштвима, укључујући тражење финансијских средстава из домаћих и међународних извора;
- утврђује критеријуме за оцјењивање рада судија и тужилаца;
- води, координира и надгледа коришћење информационе технологије у судовима и тужилаштвима да би се у том погледу постигла и одржала униформност. Судови и тужилаштва могу уводити аутоматизоване системе праћења и регистрације предмета или сличне системе укључујући системе подршке и похрањивања података, само уз претходно одобрење Високог судског и тужилачког савјета;
- утврђује број судија, тужилаца и замјеника главног тужиоца за судове и тужилаштва из његове надлежности, након консултација са предсједником суда или главним тужиоцем, тијелом надлежним за буџет и надлежним министарством правде;
- прикупља информације и води документацију о професионалном статусу судија и тужилаца;
- даје мишљење о притужбама које поднесе судија или тужилац који сматра да су његова права и независност угрожени;
- даје мишљење о нацртима закона, прописа и о важним питањима која могу утицати на правосуђе, покреће поступак усвајања закона и других прописа и даје смјернице судовима и тужилаштвима;
- објављује етичке кодексе судија и тужилаца;
- врши друга овлашћења утврђена законом.

## Састав
Високи судски и тужилачки савјет има 15 чланова, који између себе већином гласова бирају предсједника и два потпредсједника. Предсједник и два потпредсједника не могу бити из реда истог конститутивног народа, а највише један од њих може бити из реда Осталих.
Чланови су:
- судија Суда Босне и Херцеговине, кога бирају судије тог суда;
- тужилац Тужилаштва Босне и Херцеговине, кога бирају тужиоци тог тужилаштва;
- судија Врховног суда Федерације Босне и Херцеговине, кога бирају судије тог суда;
- тужилац Федералног тужилаштва Федерације Босне и Херцеговине, кога бирају тужиоци тог тужилаштва;
- судија Врховног суда Републике Српске, кога бирају судије тог суда;
- тужилац Републичког тужилаштва Републике Српске, кога бирају тужиоци тог тужилаштва;
- судија кантоналног или општинског суда из Федерације Босне и Херцеговине кога бирају судије кантоналних и општинских судова писменим гласањем које организује предсједник Врховног суда Федерације Босне и Херцеговине;
- тужилац кантоналног тужилаштва из Федерације БиХ кога бирају кантонални тужиоци писменим гласањем које организује главни тужилац Федералног тужилаштва Федерације Босне и Херцеговине;
- судија окружног или основног суда из Републике Српске, кога бирају судије окружних и основних судова писменим гласањем које организује предсједник Врховног суда Републике Српске;
- тужилац окружног тужилаштва из Републике Српске, кога бирају окружни тужиоци писменим гласањем које организује главни тужилац Републичког тужилаштва Републике Српске;
- судија или тужилац кога бира Правосудна комисија Брчко Дистрикта;
- адвокат кога бира Адвокатска комора Федерације Босне и Херцеговине;
- адвокат кога бира Адвокатска комора Републике Српске;
- члан кога бира Представнички дом Парламентарне скупштине Босне и Херцеговине, а који не обавља правосудну функцију и није из реда посланика Парламентарне скупштине;
- члан кога бира Савјет министара Босне и Херцеговине на предлог министра правде Босне и Херцеговине, а који не обавља правосудну функцију и није члан Савјета министара.

Чланови имају мандат од четири године, највише два пута узастопно.